# Гриньків
Гри́ньків — село в Україні, у Калуському районі Івано-Франківської області. Входить до складу Перегінської селищної громади.
Село служило базою повстанців.
На захід від села розташована ботанічна пам'ятка природи — «Урочище Сокіл».

## Населення

### Мова
Розподіл населення за рідною мовою за даними перепису 2001 року:
| Мова       | Кількість | Відсоток |
| ---------- | --------- | -------- |
| українська | 462       | 100%     |

## Відомі люди
- Новицький Василь-Ярослав — відомий українсько-австрійський хімік-фармаколог.